# Культура клеток

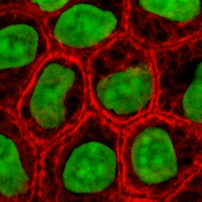
Окрашенная культивация клеток эпителия. На фото кератин (красный) и ДНК (зелёная)

Культивирование клеток представляет собой процесс, посредством которого in vitro отдельные клетки (или единственная клетка) прокариот и эукариот выращиваются в контролируемых условиях. На практике термин «культура клеток» относится в основном к выращиванию клеток, относящихся к одной ткани, полученных от многоклеточных эукариот, чаще всего животных. Историческое развитие технологии и методик выращивания культур клеток неразрывно связаны с выращиванием тканевых культур и целых органов.

## История
В XIX веке английский физиолог С. Рингер разработал солевой раствор, содержащий хлориды натрия, калия, кальция и магния для поддержания биения сердца животных вне организма. В 1885 году Вильгельм Ру установил принцип культивирования тканей, извлек часть костного мозга из куриного эмбриона и держал его в теплом физрастворе в течение нескольких дней. Росс Гранвилл Харрисон, работавший в Медицинской школе Дж. Хопкинса, а затем в Йельском университете, опубликовал результаты своих экспериментов в 1907 −1910 годах, создав методологию культивирования тканей. В 1910 г. Пейтон Раус, работая с культурой клеток саркомы цыплёнка, индуцировал образование опухолей у здоровых животных. Позже это привело к открытию онкогенных вирусов (Нобелевская премия по физиологии или медицине 1966 г.).
Методы культивирования клеток получили значительное развитие в 1940-х 1950-х годах в связи с исследованиями в области вирусологии. Выращивание вирусов в культурах клеток дало возможность получения чистого вирусного материала для производства вакцин. Вакцина против полиомиелита стала одним из первых препаратов, массово произведённых с использованием технологии культивирования клеток. В 1954 г. Эндерс, Уэллер и Роббинс получили Нобелевскую премию «За открытие способности вируса полиомиелита расти в культурах различных тканей». В 1952 г. была получена широко известная линия раковых клеток человека HeLa.

### Основные вехи в развитии метода культуры тканей
1885 — Ру (Roux) продемонстрировал возможность поддержания клетками куриного эмбриона жизнеспособности вне тела животного в солевом растворе.
1907 — Гаррисон (Harrison) культивировал спинной мозг амфибий в сгустке плазмы. Он пытался показать, что аксоны образуются в виде выростов отдельных нервных клеток.
1910 — Раус (Raus) с применением фильтрованного экстракта куриной опухоли индуцировал опухоль. Позднее было показано, что в основе такого эффекта лежал РНКовый вирус саркомы Рауса.
1913 — Каррель (Carrel) доказал, что в асептических условиях клетки могут расти в культуре в течение длительного времени, если их обеспечить необходимыми питательными веществами.
1948 — Эрл (Earle) и сотрудники установили, что одиночные клетки линии L в культуре формируют клоны клеток.
1952 — Джей (Gey) и сотрудники получили перевиваемую клеточную линию из карциномы шейки матки; эта клеточная линия широко известна как HeLa.
1954 — Леви-Монтальчини (Levy-Montalchini) и сотрудники показали, что в культуре ткани фактор, стимулирующий рост нервов, вызывает рост аксонов.
1955 — Игл (Eagle) - впервые систематически исследовал пищевые потребности клеток в условиях культуры ткани и обнаружил, что клетки животных способны существовать в определенной смеси низкомолекулярных веществ, дополненной некоторым количеством белков сыворотки.
1956 — Пак (Puck) и сотрудники отобрали мутантные клетки HeLa, потребности которых для роста в культуре существенно отличались от потребностей других клеток.
1958 — Темин и Рубин (Temin, Roubin) количественно описали инфицирование клеток цыпленка в культуре очищенным вирусом саркомы Рауса. В течение следующего десятилетия Стокер, Дульбекко, Грин (Stocker, Dulbecco, Green) и другие вирусологи установили основные характеристики вирусной трансформации различных типов.
1961 — Хайфлик и Мурхед (Hayflick, Moorhend) показали, что в культуре фибробласты человека погибают после определенного числа делений.
1964 — Литлфилд (Littlefield) впервые использовал для выращивания гибридов соматических клеток селективную среду HAT. Это нововведение в сочетании с методом гибридизации клеток позволило приступить к изучению генетики соматических клеток.
1964 — Като и Такеуши (Kato, Takeuchi) получили целое растение моркови из растущей в культуре тканей клетки корня.
1965 — Хэм (Ham) предложил бессывороточную среду определенного химического состава, которая способна поддерживать рост клонов некоторых клеток животных.
1965 — Харрис и Уоткинс (Harris, Watkins) индуцировали вирусом слияние клеток мыши и человека и получили первые гетерокарионы клеток млекопитающих.
1968 — Августи-Точчо и Сато (Augusti-Tocco, Sato) адаптировали к условиям культуры клеток опухолевые клетки мыши (нейробластомы) и выделили клоны, которые реагировали на раздражение электрическим током и разрастались в нервные волокна. Одновременно получено большое количество других дифференцированных клеточных линий, включая линии скелетных мышц и печени.
1975 — Келер и Мильштейн (Kehler, Milstein) получили первые клеточные линии гибридом, секретирующих моноклональные антитела.
1976 — Сато (Sato) и сотрудники опубликовали первую серию статей, в которых было показано, что для роста в бессывороточной среде разным клеточным линиям необходимы различные смеси гормонов и факторов роста.

## Основные принципы культивирования

### Выделение клеток
Для культивирования вне организма живые клетки могут быть получены несколькими способами. Клетки могут быть выделены из крови, но к росту в культуре способны только лейкоциты. Моноядерные клетки могут быть выделены из мягких тканей с помощью таких ферментов, как коллагеназа, трипсин, проназа, разрушающих внеклеточный матрикс. Кроме того, в питательную среду можно поместить кусочки тканей и материалов.
Культуры клеток, взятых непосредственно от объекта (ex vivo), называются первичными. Большинство первичных клеток, за исключением опухолевых, имеют ограниченный срок использования. После определённого количества делений такие клетки стареют и прекращают делиться, хотя могут при этом сохранить жизнеспособность.
Существуют иммортализованные («бессмертные») линии клеток, способные размножаться бесконечно. У большинства опухолевых клеток эта способность является результатом случайной мутации, но у некоторых лабораторных клеточных линий она приобретена искусственно, путём активации гена теломеразы.

### Культивирование клеток
Клетки выращивают в специальных питательных средах, при постоянной температуре. Для культур растительных клеток используется регулируемое освещение, а для клеток млекопитающих обычно необходима также специальная газовая среда, поддерживаемая в инкубаторе клеточных культур. Как правило, регулируется концентрация в воздухе углекислого газа и паров воды, но иногда также и кислорода. Питательные среды для разных культур клеток различаются по составу, pH, концентрации глюкозы, составу факторов роста и др. Факторы роста, используемые в питательных средах для клеток млекопитающих, чаще всего добавляют вместе с сывороткой крови. Одним из факторов риска при этом является возможность заражения культуры клеток прионами или вирусами. При культивировании одной из важных задач является исключение или сведение к минимуму использование заражённых ингредиентов. Однако на практике это бывает достигнуто не всегда. Наилучшим, но и наиболее дорогостоящим способом является добавление вместо сыворотки очищенных факторов роста.
Клетки можно выращивать в суспензии, либо в адгезивном состоянии. Некоторые клетки (такие, как клетки крови) в естественных условиях существуют во взвешенном состоянии. Существуют также линии клеток, искусственно изменённых таким образом, чтобы они не могли прикрепляться к поверхности; это сделано для того, чтобы увеличить плотность клеток в культуре. Для выращивания адгезивных клеток требуется поверхность, например, культура ткани, или пластик, покрытый элементами внеклеточного матрикса для улучшения адгезивных свойств, а также для стимулирования роста и дифференцировки. Большинство клеток из мягких и твердых тканей адгезивны. Из адгезивного типа культуры выделяются органотипические культуры клеток, которые представляют собой трёхмерную среду, в отличие от обычной лабораторной посуды. Эта система культивирования физически и биохимически наиболее сходна с живыми тканями, но имеет некоторые технические сложности в обслуживании (например, нуждается в диффузии). С целью обеспечения необходимых физических условий для культивирования адгезивных культур и заселения объёма внеклеточного матрикса тканеинженерных конструкций используются системы динамического культивирования на основе роторных и вихревых биореакторов, биореакторов с непосредственным на скаффолд: компрессионных биореакторов, биореакторов с механическим натяжением и гидростатическим давлением, специальных биореакторов для электростимуляции клеток и тканей, а также комбинированных биореакторов.

### Перекрёстное загрязнение клеточных линий
При работе с клеточными культурами учёные могут столкнуться с проблемой перекрёстного загрязнения.

### Особенности выращивания клеток
При выращивании клеток, из-за постоянного деления может возникнуть их переизбыток в культуре, и, как следствие, возникают следующие проблемы:
- Накопление в питательной среде продуктов выделения, в том числе токсичных.
- Накопление в культуре омертвевших клеток, прекративших жизнедеятельность.
- Скопление большого количества клеток оказывает негативное влияние на клеточный цикл, рост и деление замедляются, а клетки начинают стареть и отмирать (контактное ингибирование роста).
- По той же причине может начаться клеточное дифференцирование.

Для поддержания нормального функционирования культур клеток а также для предотвращения негативных явлений периодически проводят замену питательной среды, пассирование и трансфекция клеток. Во избежание загрязнения культур бактериями, дрожжами, или другими линиями клеток, все манипуляции обычно проводят с соблюдением правил асептики в стерильном боксе. Для подавления микрофлоры в питательную среду могут быть добавлены антибиотики (пенициллин, стрептомицин) и противогрибковые препараты (амфотерицин B).
Одним из продуктов метаболизма в клетках являются кислоты, вследствие чего pH среды постепенно снижается. Для контроля кислотности питательных сред, в них добавляют индикаторы pH.
Если культура клеток адгезивная, питательную среду можно полностью заменять.

### Пассирование клеток
Пассирование (разделение) клеток — это отбор небольшого количества клеток для выращивания в другом лабораторном сосуде. Если культура быстро растет, это необходимо делать регулярно, поскольку в среде истощаются питательные вещества и накапливаются продукты метаболизма.
Суспензивные культуры пассировать проще, так как для этого достаточно всего лишь отобрать необходимое количество клеток, поместить их в другие сосуды, и добавить свежей питательной среды. Адгезивные же клетки перед этим следует отделить от субстрата и разделить их скопления. Чаще всего для этой цели используют смесь трипсина и ЭДТА или другие ферментные смеси, иногда достаточно только ЭДТА в физиологическом растворе (раствор Версена). Если культура растет медленно, её обычно подкармливают без переноса в другой сосуд, периодически (обычно раз в 2-3 дня) отбирая часть использованной среды и добавляя свежую.

### Трансфекция и трансдукция
В клетки при их выращивании можно внедрять чужеродную ДНК путём трансфекции (невирусный метод). Часто данную технологию применяют для управляемой экспрессии генов. Сравнительно недавно для этих целей была успешно реализована трансфекция иРНК.
ДНК также может быть внедрена в геном клетки с помощью вирусов или бактериофагов. Они, являясь внутриклеточными паразитами, как нельзя лучше подходят для этих целей, так как внедрение генетического материала в клетку-хозяина является обычной частью их жизненного цикла. Этот метод называется трансдукция.

### Линии клеток человека

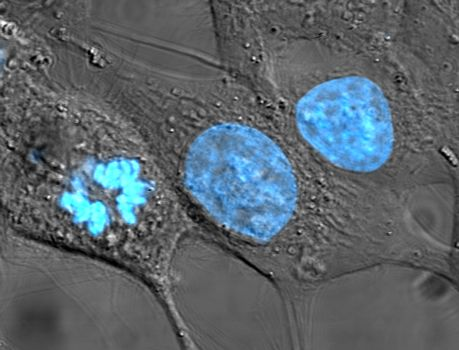
Одна из самых ранних культур клеток человека, полученная от Генриетты Лакс, которая умерла от рака шейки матки. Культура клеток HeLa окрашена по Хойсту. Изменённые ядра окрашены в синий цвет.

Культивирование человеческих клеток несколько противоречит правилам биоэтики, поскольку изолированно выращиваемые клетки могут пережить родительский организм, а затем использоваться для проведения экспериментов или для разработки новых методов лечения и извлечения из этого прибыли. Первое судебное решение в данной области было вынесено в Верховном суде штата Калифорния по делу «Джон Мур против представителей Калифорнийского университета», согласно которому пациенты не имеют никаких прав собственности на линии клеток, полученных из органов, удалённых с их согласия.

### Гибридома
Гибридома — это линия клеток, полученная в результате слияния нормальных лимфоцитов с «бессмертными» раковыми клетками. Используется для получения моноклональных антител. Лейкоциты, выделенные из селезёнки или крови иммунизированных животных, производят антитела с необходимой специфичностью, но как у любой первичной культуры, их способность к пролиферации ограничена пределом Хейфлика. Для иммортализации их искусственно сливают с «бессмертной» линией клеток миеломы, в результате чего происходит рекомбинация признаков. После этого линию клонируют и отбирают клоны, способные одновременно к неограниченной пролиферации и производящие антитела против избранного антигена.

## Использование клеточных культур
Массовое культивирование клеток является основой для промышленного производства вирусных вакцин и разнообразных продуктов биотехнологии.

### Продукты биотехнологии
Промышленным методом из культур клеток получают такие продукты, как ферменты, синтетические гормоны, моноклональные антитела, интерлейкины, лимфокины, противоопухолевые препараты. Хотя многие простые белки относительно просто могут быть получены с использованием рДНК в бактериальных культурах, более сложные белки, такие как гликопротеины, в настоящее время могут быть получены только из животных клеток. Одним из таких важнейших белков является гормон эритропоэтин. Стоимость выращивания культур клеток млекопитающих является довольно высокой, поэтому в настоящее время проводятся исследования по возможности производства сложных белков в культурах клеток насекомых или высших растений.

### Тканевые культуры
Культивирование клеток является неотъемлемой частью технологии культивирования тканей и тканевой инженерии, поскольку именно оно определяет основы выращивания клеток и поддержания их в жизнеспособном состоянии ex vivo.

### Вакцины
С применением методики культивирования клеток в настоящее время выпускаются вакцины против полиомиелита, кори, эпидемического паротита, краснухи, ветрянки. Вследствие угрозы пандемии гриппа, вызываемого штаммом вируса H5N1, в настоящий момент правительство Соединённых Штатов финансирует исследования по получению вакцины против птичьего гриппа с использованием клеточных культур.

## Культуры клеток не млекопитающих

### Культуры клеток растений
Культуры клеток растений, как правило, выращиваются либо в виде суспензии в жидкой питательной среде, либо в виде каллусной культуры на твердой питательной основе. Культивирование недифференцированных клеток и каллуса требует соблюдения определённого баланса гормонов роста растений ауксинов и цитокининов.

### Бактериальные, дрожжевые культуры
Для культивирования небольшого количества клеток бактерий и дрожжей клетки высеивают на твердую питательную среду на основе желатина или агар-агара. Для массового производства применяют выращивание в жидких питательных средах (бульонах).

### Вирусные культуры
Культуры вирусов выращивают на культурах клеток млекопитающих, растений, грибов или бактерий, в зависимости от природного хозяина конкретного типа вирусов. Но при некоторых условиях могут быть выращены и в клетках другого типа.
В этом случае культура клеток сама служит средой для роста и репликации вируса.

## Краткий перечень клеточных линий
Приведённый здесь список наиболее распространённых клеточных линий не является полным и исчерпывающим.
| Линия клеток       | Расшифровка сокращения                                                | Организм                           | Ткань                                            | Морфология                                        | Примечания и ссылки                                                    |     |
| ------------------ | --------------------------------------------------------------------- | ---------------------------------- | ------------------------------------------------ | ------------------------------------------------- | ---------------------------------------------------------------------- | --- |
| 293-T              |                                                                       | человек                            | почка (эмбриональная)                            |                                                   | Производная от HEK-293 ECACC                                           |     |
| 3T3 cells          | «3-day transfer, inoculum 3 x 105 cells»                              | мышь                               | эмбриональные фибробласты                        |                                                   | Известна также как NIH 3T3 CLS ECACC                                   |     |
| 721                |                                                                       | человек                            | меланома                                         |                                                   |                                                                        |     |
| 9L                 |                                                                       | крыса                              | глиобластома                                     |                                                   |                                                                        |     |
| A2780              |                                                                       | человек                            | яичник                                           | рак яичника                                       | ECACC                                                                  |     |
| A2780ADR           |                                                                       | человек                            | яичник                                           | производное A2780 с резистентностью к адриамицину | ECACC                                                                  |     |
| A2780cis           |                                                                       | человек                            | яичник                                           | производное A2780 с резистентностью к цисплатину  | ECACC                                                                  |     |
| A172               |                                                                       | человек                            | глиобластома                                     | злокачественная глиома                            | CLS ECACC                                                              |     |
| A431               |                                                                       | человек                            | кожный эпителий                                  | плоскоклеточная карцинома                         | CLS ECACCCell Line Data Base                                           |     |
| A-549              |                                                                       | человек                            | карцинома лёгких                                 | эпителий                                          | CLS DSMZECACC                                                          |     |
| B35                |                                                                       | крыса                              | нейробластома                                    |                                                   | ATCC (недоступная ссылка)                                              |     |
| BCP-1              |                                                                       | человек                            | периферические лейкоциты                         | HIV+ лимфома                                      | ATCC                                                                   |     |
| BEAS-2B            | bronchial epithelium + adenovirus 12-SV40 virus hybrid (Ad12SV40)     | человек                            | лёгкие                                           | эпителий                                          | ATCC (недоступная ссылка)                                              |     |
| bEnd.3             | brain endothelial                                                     | мышь                               | кора головного мозга                             | эндотелий                                         | ATCC                                                                   |     |
| BHK-21             | «Baby Hamster Kidney»                                                 | хомяк                              | почка                                            | фибробласты                                       | CLS ECACCOlympus Архивная копия от 27 декабря 2009 на Wayback Machine  |     |
| BR 293             |                                                                       | человек                            | молочная железа                                  | рак                                               |                                                                        |     |
| BxPC3              | Biopsy xenograph of pancreatic carcinoma line 3                       | человек                            | панкреатическая аденокарцинома                   | эпителий                                          | ATCC (недоступная ссылка)                                              |     |
| C3H-10T1/2         |                                                                       | мышь                               | эмбриональные мезенхимальные клетки              |                                                   | ECACC                                                                  |     |
| C6/36              |                                                                       | Aedes albopictus (комар)           | ткани личинки                                    |                                                   | ECACC                                                                  |     |
| CHO                | Chinese hamster ovary                                                 | серый хомячок (Cricetulus griseus) | яичник                                           | эпителий                                          | CLS ECACCICLC (недоступная ссылка)                                     |     |
| COR-L23            |                                                                       | человек                            | лёгкие                                           |                                                   | ECACC                                                                  |     |
| COR-L23/CPR        |                                                                       | человек                            | лёгкие                                           |                                                   | ECACC                                                                  |     |
| COR-L23/5010       |                                                                       | человек                            | лёгкие                                           |                                                   | ECACC                                                                  |     |
| COR-L23/R23        |                                                                       | человек                            | лёгкие                                           | эпителий                                          | ECACC                                                                  |     |
| COS-7              | Cercopithecus aethiops, origin-defective SV-40                        | обезьяна Cercopithecus aethiops    | почка                                            | фибробласты                                       | CLS ECACCATCC                                                          |     |
| CML T1             | Chronic Myelod Leukaemia T-lymphocyte 1                               | человек                            | хроническая миелоидная лейкемия                  | T-клеточная лейкемия                              | Blood                                                                  |     |
| CMT                | canine mammary tumor                                                  | собака                             | молочная железа                                  | эпителий                                          |                                                                        |     |
| D17                |                                                                       | собака                             | остеосаркома                                     |                                                   | ECACC                                                                  |     |
| DH82               |                                                                       | собака                             | гистиоцитоз                                      | моноциты/макрофаги                                | ECACC J Vir Meth                                                       |     |
| DU145              |                                                                       | человек                            | карцинома                                        | простата                                          | CLS                                                                    |     |
| DuCaP              | Dura mater Cancer of the Prostate                                     | человек                            | метастазирующий рак простаты                     | эпителий                                          | 11317521                                                               |     |
| EL4                |                                                                       | мышь                               |                                                  | T-клеточная лейкемия                              | ECACC                                                                  |     |
| EMT6/AR1           |                                                                       | мышь                               | молочная железа                                  | эпителий                                          | ECACC                                                                  |     |
| EMT6/AR10.0        |                                                                       | мышь                               | молочная железа                                  | эпителий                                          | ECACC                                                                  |     |
| FM3                |                                                                       | человек                            | метастазы в лимфатический узел                   | меланома                                          |                                                                        |     |
| H1299              |                                                                       | человек                            | лёгкие                                           | рак                                               |                                                                        |     |
| H69                |                                                                       | человек                            | лёгкие                                           |                                                   | ECACC                                                                  |     |
| HB54               |                                                                       | гибридома                          | гибридома                                        | секретирует MA2.1 mAb (против HLA-A2 и HLA-B17)   | Journal of Immunology                                                  |     |
| HB55               |                                                                       | гибридома                          | гибридома                                        | секретирует L243 mAb (против HLA-DR)              | Human Immunology                                                       |     |
| HCA2               |                                                                       | человек                            | фибробласты                                      |                                                   | Journal of General Virology                                            |     |
| HEK-293            | human embryonic kidney                                                | человек                            | почка(эмбриональная)                             | эпителий                                          | CLS ATCC                                                               |     |
| HeLa               | Henrietta Lacks                                                       | человек                            | рак шейки матки                                  | эпителий                                          | CLS DSMZECACC                                                          |     |
| Hepa1c1c7          | clone 7 of clone 1 hepatoma line 1                                    | мышь                               | гепатома                                         | эпителий                                          | ECACC ATCC (недоступная ссылка)                                        |     |
| HL-60              | human leukemia                                                        | человек                            | миелобласты                                      | клетки крови                                      | CLS ECACCDSMZ                                                          |     |
| HMEC               | human mammary epithelial cell                                         | человек                            |                                                  | эпителий                                          | ECACC                                                                  |     |
| HT-29              |                                                                       | человек                            | эпителий толстого кишечника                      | аденокарцинома                                    | HT-29 ECACC Cell Line Data Base                                        |     |
| Jurkat             |                                                                       | человек                            | T-клеточная лейкемия                             | белые клетки крови                                | ECACC DSMZ                                                             |     |
| JY                 |                                                                       | человек                            | лимфобласты                                      | В-клетки, иммортализованные EBV                   |                                                                        |     |
| K562               |                                                                       | человек                            | лимфобласты                                      | хроническая миелоидная лейкемия                   | CLS ECACC                                                              |     |
| Ku812              |                                                                       | человек                            | лимфобласты                                      | эритролейкемия                                    | ECACC LGCstandards                                                     |     |
| KCL22              |                                                                       | человек                            | лимфобласты                                      | хроническая миелоидная лейкемия                   |                                                                        |     |
| KYO1               | Kyoto 1                                                               | человек                            | лимфобласты                                      | хроническая миелоидная лейкемия                   | DSMZ                                                                   |     |
| LNCap              | Lymph node Cancer of the Prostate                                     | человек                            | аденокарцинома простаты                          | эпителий                                          | CLS ECACCATCC (недоступная ссылка)                                     |     |
| Ma-Mel 1, 2, 3….48 |                                                                       | человек                            |                                                  | линии клеток меланомы                             |                                                                        |     |
| MC-38              |                                                                       | мышь                               |                                                  | аденокарцинома                                    |                                                                        |     |
| MCF-7              | Michigan Cancer Foundation-7                                          | человек                            | молочная железа                                  | инвазивная карцинома протоков молочной железы     | ER+, PR+                                                               | CLS |
| MCF-10A            | Michigan Cancer Foundation                                            | человек                            | молочная железа                                  | эпителий                                          | ATCC                                                                   |     |
| MDA-MB-231         | M.D. Anderson — Metastatic Breast                                     | человек                            | молочная железа                                  | рак                                               | ECACC                                                                  |     |
| MDA-MB-468         | M.D. Anderson — Metastatic Breast                                     | человек                            | молочная железа                                  | рак                                               | ECACC                                                                  |     |
| MDA-MB-435         | M.D. Anderson — Metastatic Breast                                     | человек                            | молочная железа                                  | меланома или карцинома (единого мнения нет)       | Cambridge Pathology ECACC                                              |     |
| MDCK II            | Madin Darby canine kidney                                             | собака                             | почка                                            | эпителий                                          | CLS ECACC ATCC                                                         |     |
| MOR/0.2R           |                                                                       | человек                            | лёгкие                                           |                                                   | ECACC                                                                  |     |
| NCI-H69/CPR        |                                                                       | человек                            | лёгкие                                           |                                                   | ECACC                                                                  |     |
| NCI-H69/LX10       |                                                                       | человек                            | лёгкие                                           |                                                   | ECACC                                                                  |     |
| NCI-H69/LX20       |                                                                       | человек                            | лёгкие                                           |                                                   | ECACC                                                                  |     |
| NCI-H69/LX4        |                                                                       | человек                            | лёгкие                                           |                                                   | ECACC                                                                  |     |
| NIH-3T3            | National Institutes of Health, 3-day transfer, inoculum 3 x 105 cells | мышь                               | эмбрион                                          | фибробласты                                       | CLS ECACCATCC                                                          |     |
| NALM-1             |                                                                       |                                    | периферическая кровь                             | хроническая миелоидная лейкемия                   | Cancer Genetics and Cytogenetics                                       |     |
| NW-145             |                                                                       |                                    |                                                  | меланома                                          | ESTDAB Архивная копия от 16 ноября 2011 на Wayback Machine             |     |
| OPCN / OPCT        | Onyvax Prostate Cancer….                                              | человек                            |                                                  | линии клеток рака простаты                        | Asterand Архивная копия от 7 июля 2011 на Wayback Machine              |     |
| Peer               |                                                                       | человек                            | T-клеточная лейкемия                             |                                                   | DSMZ                                                                   |     |
| PNT-1A / PNT 2     |                                                                       |                                    |                                                  | линии клеток рака простаты                        | ECACC                                                                  |     |
| RenCa              | Renal Carcinoma                                                       | мышь                               |                                                  | карцинома почки                                   | CLS                                                                    |     |
| RIN-5F             |                                                                       | мышь                               | поджелудочная железа                             |                                                   |                                                                        |     |
| RMA/RMAS           |                                                                       | мышь                               |                                                  | T-клеточный рак                                   |                                                                        |     |
| Saos-2             |                                                                       | человек                            |                                                  | остеоксаркома                                     | CLS ECACC                                                              |     |
| Sf-9               | Spodoptera frugiperda                                                 | бабочка Spodoptera frugiperda      | яичник                                           |                                                   | CLS DSMZECACC                                                          |     |
| SkBr3              |                                                                       | человек                            |                                                  | карцинома молочной железы                         |                                                                        | CLS |
| T2                 |                                                                       | человек                            |                                                  | гибридома В-клеток и Т-клеточной лейкемии         | DSMZ                                                                   |     |
| T-47D              |                                                                       | человек                            | молочная железа                                  | карцинома протоков                                | CLS                                                                    |     |
| T84                |                                                                       | человек                            | карцинома толстого кишечника/ метастазы в легкое | эпителий                                          | ECACCATCC                                                              |     |
| THP1               |                                                                       | человек                            | моноциты                                         | острая миелоидная лейкемия                        | CLS ECACC                                                              |     |
| U373               |                                                                       | человек                            | глиобластома-астроцитома                         | эпителий                                          |                                                                        |     |
| U87                |                                                                       | человек                            | глиобластома-астроцитома                         | эпителий                                          | CLS Abcam                                                              |     |
| U937               |                                                                       | человек                            | лейкемическая моноцитарная лимфома               |                                                   | CLS ECACC                                                              |     |
| VCaP               | Vertebra Prostate Cancer                                              | человек                            | метастазирующий рак простаты                     | эпителий                                          | ECACC ATCC Архивная копия от 19 февраля 2012 на Wayback Machine        |     |
| Vero               | 'Vera Reno' ('почка зелёной') / 'Vero' ('истина')                     | африканская зелёная мартышка       | эпителий почки                                   |                                                   | CLS ECACC                                                              |     |
| WM39               |                                                                       | человек                            | кожа                                             | первичная меланома                                |                                                                        |     |
| WT-49              |                                                                       | человек                            | лимфобласты                                      |                                                   |                                                                        |     |
| X63                |                                                                       | мышь                               | меланома                                         |                                                   |                                                                        |     |
| YAC-1              |                                                                       | мышь                               | лимфома                                          |                                                   | Cell Line Data Base CLS ECACC                                          |     |
| YAR                |                                                                       | человек                            | B-лимфоциты                                      | трансформированы EBV                              | Human Immunology Архивная копия от 20 сентября 2008 на Wayback Machine |     |